# Май, Фридрих Вильгельм
Фридрих Вильгельм Май (нем. Friedrich Wilhelm Mai; 21 ноября 1912, Пирмазенс — 9 марта 1945, Секешфехервар) — немецкий этнограф, фольклорист, сотрудник Аненербе, оберштурмфюрер СС.

## Биография
Изучал немецкий язык, историю и естествознание. В 1938 г. защитил кандидатскую диссертацию «Пфальцские народные песни и их конституирующие силы». Работал в Кёнигсбергском университете, в Центральном архиве народных сказаний в Берлине.
Был лейтенантом резерва, однако из-за отказа пройти предвариательную службу в СС был разжалован в рядовые. С июля 1940 г. работал в «Комиссии по культуре» Аненербе в Южном Тироле. Собрал до марта 1941 г. более 2 000 народных сказаний, легенд, басен и анекдотов.
Из-за усилившегося над ним надзора (его письма перлюстрировали) в 1941 г. добровольцем вступил в
дивизию «Лейбштандарте СС Адольф Гитлер», участвовал в боях на советско-германском фронте. С осени 1942 по весну 1943 гг. возглавлял подотдел «Нидерланды» Аненербе.
Погиб в бою.
Полевые исследования Мая были сохранены его вдовой, Марианной Диредер, которая в 1953 г. передала их в Марбургский центральный архив фольклора.

## Сочинения
- Die pfälzischen Volkssagen und ihre gestaltenden Kräfte. Borna : Noske, 1940.

## Фольклорные сборники
- Sagen, Märchen und Schwänke aus Südtirol, Band 1: Wipptal, Pustertal, Gadertal, Gesammelt von Willi Mai, herausgegeben mit Anmerkungen und Kommentar von Leander Petzoldt im Auftrag der Gesellschaft für Tiroler Volkskultur, Tyrolia-Verlag Innsbruck, Wien 2000.
- Sagen, Märchen und Schwänke aus Südtirol, Band 2: Bozen, Vinschgau und Etschtal, Gesammelt von Willi Mai, herausgegeben mit Anmerkungen und Kommentar von Leander Petzoldt im Auftrag der Gesellschaft für Tiroler Volkskultur, Tyrolia-Verlag Innsbruck, Wien 2002.